# Hospital Metropolitano Dom José Maria Pires
Hospital Metropolitano Dom José Maria Pires (HMDJMP) é uma unidade hospitalar localizada na cidade de Santa Rita, na Região Metropolitana de João Pessoa, estado da Paraíba. O hospital é referência nas áreas de cardiologia e neurologia e atende uma demanda que é a principal causa das mortes da população paraibana. As populações da região do Vale do Mamanguape, Santa Rita e Bayeux, entre outras, serão referenciadas para esta unidade de saúde. O Hospital possui 11 salas de cirurgias e 229 leitos, sendo 3 de emergência, 41 leitos de observação (Vermelha e Amarela), 125 leitos de internação (Adulto e Pediátrico) e 60 leitos de UTI (Adulto e Pediátrico). As Unidades de Terapia Intensiva serão divididas em UTI Neurológica, UTI Cardiológica, UTI Cardiológica Endovascular e UTI Pediátrica (Cardio/Neuro).
Inaugurado em 4 de abril de 2018 e, desde 2021, gerenciado pela Fundação Paraibana de Gestão em Saúde (PB SAÚDE). O complexo tem três andares, além de heliponto com 40 metros quadrados. São 220 leitos e 11 salas de cirurgia, além de um moderno Centro de Diagnóstico por Imagem (CDI). Este hospital está habilitado pelo Ministério da Saúde para realização de transplante de coração e integrante do Programa Coração Paraibano. O nome do hospital é uma homenagem ao arcebispo emérito da Paraíba Dom José Maria Pires, que morreu em 27 de agosto de 2017 aos 98 anos.

## Projeto do hospital
O HMDJMP, com sede no município de Santa Rita, no estado da Paraíba, é um hospital de alta complexidade em Cardiologia e Neurologia, tanto adulto quanto pediátrico. Esta unidade de saúde realiza um trabalho voltado para as linhas de cuidado e atenção à saúde da população, buscando otimizar sua capacidade instalada e obter elevado grau de resolutividade na atenção às urgências e emergências.
A instituição, oferta serviços de saúde de forma universal, igualitária e gratuita, sob a regulação da Secretaria do Estado da Saúde da Paraíba (SES-PB), seguindo os preceitos do Sistema Único de Saúde (SUS). O acesso à atenção hospitalar é realizado de forma regulada, correspondente ao Plano de Regulação estabelecido pela SES-PB.
Este complexo hospitalar possui capacidade de 226 leitos, deste os de UTI (adulto e pediátrico), 11 salas de cirurgias, Ambulatório, Centro Cirúrgico, além de um moderno Centro de Diagnóstico por Imagem (CDI), de multimodalidade, onde se realizam exames e também procedimentos terapêuticos minimamente invasivos.
Contando com um maquinário de altíssima tecnologia, o CDI do Hospital Metropolitano é pioneiro no estado em ofertar exames e procedimentos na rede pública, como por exemplo: Angiotomografia coronariana; Ressonância Magnética cardíaca; Ecocardiograma com Strain; TAVI (implante de valva aórtica por cateter), entre outros.
Na área da Cardiologia procedimentos complexos são realizados diariamente, alguns como: Cirurgias de Revascularização do Miocárdio, Cirurgias das Válvulas do Coração, Cirurgia de Cardiopatia Congênita, Cirurgia Endovascular da Aorta, firmando o compromisso do Hospital Metropolitano em suprir uma lacuna que existia na assistência à saúde da população paraibana.
De igual modo, o setor de Neurologia da instituição, também supre e atende às necessidades da população, realizando tratamentos complexos e alguns deles, inéditos no Estado. Nos casos de Acidente Vascular Cerebral, a unidade realiza um método revolucionário, a Trombectomia, para tratamento de AVC Isquêmico. A Neurocirurgia do Hospital também trata casos de Epilepsia, Parkinson com Implante de Eletrodo para estimulação cerebral, e destaca-se no tratamento oncológico, dispondo de cirurgias de Tumores Cerebrais.
Todo o corpo clínico que atua na unidade de saúde, nas especialidades cardiológica, neurológica e assistencial é altamente qualificado, com formação nos melhores centros do país e do exterior. E, para melhor atender a população, o prédio possui um heliponto com 40 metros quadrados e capacidade para receber todos os modelos de helicópteros comerciais. Com uma infraestrutura robusta e moderna, a unidade de saúde desde a sua construção considerou o uso inteligente dos recursos naturais.
O Hospital Metropolitano recebeu o certificado ‘AMIGO DO TRANSPLANTE’, honraria concedida pela Central de Transplantes da Paraíba, pelas ações desempenhadas no incentivo à doação de Órgãos. Com o apoio da Secretaria de Saúde do Estado, atualmente, a unidade busca a habilitação junto ao Ministério da Saúde, para realização de transplantes cardíacos em adultos e crianças.